# Playa de la Paloma
La playa de la Paloma, también llamada playa de la Paloma o Esteiro, está situada en el concejo asturiano de Tapia de Casariego (España).
Forma parte de la Costa Occidental de Asturias y presenta protección medioambiental por estar catalogada como ZEPA y LIC.

## Descripción
Presenta forma triangular. Sus arenales están formados por arena fina, dorada y rodada de forma que es bastante cómodo andar por ella. Es una playa de asistencia masiva y en ese caso hay que considerarla como de «alto riesgo». Los accesos rodados son fáciles y se puede dejar al vehículo a menos de 500 metros. Se trata de una playa de 200 metros de longitud con arena blanca y una anchura media de 50 metros. Está rodeada de varias calas las cuales se unen con la playa principal en periodo de bajamar.
Es la segunda playa en importancia del Tapia de Casariego y los núcleos urbanos más cercanos son El Calambre, Retela y el propio Tapia ya indicado. Su acceso más normal es por la carretera N-634 en dirección a Galicia y una vez pasado el cruce de Rapalcuarto se toma el cruce siguiente hacia la derecha. La playa de La Paloma es bastante tranquila los días laborables y la atraviesa el río Esteiro. Para pasar al otro lado de la playa, o bien se moja uno un poco al atravesar el río o se remontan unas lomas de arena donde hay un pequeño puente.
Cuando hay grandes bajamares se une a la Playa de la Reburdia, la cual está al oeste de la «punta Anguileira». Tiene un camping próximo, equipo de vigilancia ( solo los fines de semana)
,limpieza y aparcamiento. Para la actividad de surf tiene la categoría 3.